# Donta Smith
Donta Lamont Smith (ur. 27 listopada 1983 w Louisville) – amerykański koszykarz występujący na pozycji niskiego skrzydłowego, posiadający także wenezuelskie obywatelstwo, reprezentant tego kraju, obecnie zawodnik Trotamundos de Carabobo.
Przez kilka lat brał udział w rozgrywkach letniej ligi NBA. Reprezentował Atlantę Hawks (2004, 2005), San Antonio Spurs (2006), Sacramento Kings (2007), Memphis Grizzlies (2009).
15 lipca 2020 został zawodnikiem Maccabi Hunter Hajfa. 31 marca 2021 dołączył do wenezuelskiego Trotamundos de Carabobo. 

## Osiągnięcia
Stan na 2 kwietnia 2021, na podstawie, o ile nie zaznaczono inaczej.
NJCAA
- Zaliczony do I składu NJCAA All-American (2004)

Drużynowe
- Mistrz:
  - Izraela (2013, 2015)
  - Australii (NBL – 2009)
  - Portoryko (BSN – 2012)
  - Wenezueli (2011)
- Wicemistrz Wenezueli (2010)[5]

Indywidualne
(* – nagrody przyznane przez portal latinbasket.com)
- MVP:
  - finałów ligi:
    - wenezuelskiej (2011)
    - australijskiej (2009)

  - sezonu ligi:
    - izraelskiej (2014)
    - portorykańskiej (2012)

  - miesiąca ligi izraelskiej (listopad 2013, kwiecień 2014)
  - kolejki Eurocup (3, 3 – TOP 32 – 2013/2014)
- Zaliczony do I składu:
  - ligi:
    - izraelskiej (2014, 2016)
    - portorykańskiej (2012)

  - defensywnego ligi portorykańskiej (2012)
  - najlepszych zawodników zagranicznych ligi wenezuelskiej (2010)*[5]
- Uczestnik meczu gwiazd ligi:
  - portorykańskiej (2012)
  - wenezuelskiej (2010)[5]
  - francuskiej LNB Pro A (2018)
- Lider BSN w przechwytach (2012)

Reprezentacja
- Uczestnik mistrzostw Ameryki (2013 – 5. miejsce)